# Ioana Dinea-Aluaș
Ioana Maria Dinea-Aluaș (ur. 18 czerwca 1975) – rumuńska judoczka. Dwukrotna olimpijka. Zajęła piąte miejsce w Sydney 2000 i siódme w Atenach 2004. Walczyła w wadze półlekkiej.
Piąta na mistrzostwach świata w 2005, siódma w 2001; uczestniczka zawodów w 1997, 1999, 2003 i 2007. Startowała w Pucharze Świata w latach 1995, 1996, 1998-2001 i 2003-2008. Zdobyła siedem medali na mistrzostwach Europy w latach 2000-2008. Wygrała uniwersjadę w 1995, a także igrzyska frankofońskie w 2005. Trzecia na akademickich MŚ w 1998 roku.

## Letnie Igrzyska Olimpijskie 2000
| Konkurencja | Eliminacje            | Eliminacje          | Repasaże                          | Repasaże               | Finały              | Klas. końcowa |
| Konkurencja | Przeciwnik I          | Przeciwnik II       | Przeciwnik I                      | Przeciwnik II          | o 3. miejsce        | Miejsce       |
| ----------- | --------------------- | ------------------- | --------------------------------- | ---------------------- | ------------------- | ------------- |
| 52 kg       | Jackelin Díaz (VEN) Z | Liu Yuxiang (CHN) P | Lourembam Brojeshori Devi (IND) Z | Salima Souakri (ALG) Z | Kye Sun-hui (PRK) P | V.            |

## Letnie Igrzyska Olimpijskie 2004
| Konkurencja | Eliminacje                | Eliminacje                | Repasaże               | Repasaże               | Klas. końcowa |
| Konkurencja | Przeciwnik I              | Przeciwnik II             | Przeciwnik I           | Przeciwnik II          | Miejsce       |
| ----------- | ------------------------- | ------------------------- | ---------------------- | ---------------------- | ------------- |
| 52 kg       | Rochelle Stormont (NZL) Z | Annabelle Euranie (FRA) P | Telma Monteiro (POR) Z | Salima Souakri (ALG) P | VII.          |